# Flux (Ellie Goulding)
Flux è un singolo della cantante britannica Ellie Goulding, pubblicato il 1º marzo 2019 come primo estratto dal quarto album in studio Brightest Blue. 
Il brano è stato scritto dalla stessa interprete in collaborazione con Jim Eliot e Joe Kearns, e prodotto da quest'ultimo con Maxwell Cooke.

## Tracce
Download digitale
1. Flux – 3:49

## Formazione
- Ellie Goulding – voce, testo e musica
- Joe Kearns – testo e musica, produzione, ingegneria, programmazione, basso
- Jim Eliot – testo e musica, pianoforte
- Maxwell Cooke – produzione, arrangiamenti
- Joe Clegg – percussioni
- Mark Knight – assistenza all'ingegneria del suono, assistenza in studio
- Rowan McIntosh – assistenza all'ingegneria del suono, assistenza in studio
- Hilary Skewes – management
- Jason Elliott – ingegneria, assistenza in studio
- Matt Colton – masterizzazione, assistenza in studio
- Jamie Snell – missaggio, assistenza in studio

## Classifiche
| Classifica (2019) | Posizione massima |
| ----------------- | ----------------- |
| Regno Unito       | 97                |